# Bedesbach
Bedesbach là một xã thuộc huyện Kusel, bang Rheinland-Pfalz, phía tây nước Đức. Xã Bedesbach có diện tích 4,43 km², dân số thời điểm ngày 31 tháng 12 năm 2006 là 780 người.